# Claes Grundsten
Claes Henrik Grundsten född 18 augusti 1949 i Stockholm, är en svensk författare och fotograf. Han är bosatt på Ingarö i Uppland. Efter studenten 1968 gjorde han sin värnplikt vid Lapplands jägarregemente i Kiruna, vilket grundlade hans livslånga fascination för den svenska fjällvärlden. Därefter läste han till fil.kand vid Stockholms universitet i naturgeografi, mineralogi, paleontologi och zoologi. Han arbetade under studieåren 1971-1975 i karteringsprojekt och inventeringar, och fick efter studierna anställning vid Naturgeografen, Stockholms universitet, med vegetationskartering i fjällen. 
Grundsten var under åren 1979-1993 anställd vid Naturvårdsverket, där han handlade frågor kring fjällplanering och nationalparker. De största insatserna blev dels genomförandet av den stora av Sveriges Riksdag beställda fjällutredningen, dels utredningen om den då planerade Kirunafjällens nationalpark. Genom sin utredarroll på myndigheten, i kombination med sina hundratals mil av egna vandringar i fält, blev Grundsten Naturvårdsverkets och landets främste, nu levande expert på Sveriges nationalparker och den svenska fjällkedjan. 
Claes Grundstens publicistiska verksamhet började som naturfotograf redan i 20-årsåldern och växte under anställningsperioderna, bland annat när han för Naturvårdsverket publicerade sin första bok om nationalparker 1983. Den publicistiska och konstnärliga ådran vann så småningom över den byråkratiska, då han 1993 sade upp sin anställning. Efter det har han haft en mycket stor produktion av artiklar, bilder och böcker, något som också visat sig i form av en lång rad utmärkelser, föredrag, och resor till ett 80-tal länder i alla världsdelar. Främst har han med sina böcker etablerat sig som bergsvandrare i Sverige och hela världen.

## Priser och utmärkelser
- Viktor Hasselblads stipendium till unga naturfotografer, 1981
- Nacka kulturstipendium, 1981
- Agfachromestipendiet, 1986
- Årets naturfotograf i Sverige, 1996
- Årets Pandabok, 2001
- Civilingenjörförbundets miljöpris, 2003 (numera Sveriges Ingenjörers miljöpris)
- Garanterad författarpenning från Sveriges Författarfond, 2003
- Svenska Publishingpriset, kategorin Praktverk, 2008
- Årets Pandabok, 2010
- Hedersdoktor vid Naturvetenskapliga fakulteten, Stockholms universitet, 2011